# Smrt a pohřeb papeže Františka
Papež František zemřel ve věku 88 let dne 21. dubna 2025 (na Velikonoční pondělí) v 07:35 SELČ (UTC+2) v Domu svaté Marty ve Vatikánu. Jeho úmrtí oznámil kardinál Kevin Farrell, camerlengo, prostřednictvím vysílání televizní stanice Vatican Media a to skrze videoprohlášení v 09:45 téhož dne. František působil jako papež, tedy hlava katolické církve, po dobu dvanácti let od svého zvolení dne 13. března 2013. Byl druhým papežem, který zemřel ve funkci během 21. století, po Janu Pavlu II. v roce 2005.
Františkova smrt následovala po jeho pětitýdenním pobytu v nemocnici o měsíc dříve, kdy trpěl infekcí dýchacích cest a oboustranným zápalem plic. Za příčinu jeho smrti byla oficiálně stanovena mrtvice následovaná nevratnou zástavou srdce. Františkova pohřební mše (requiem) byla sloužena 26. dubna, pět dnů po jeho smrti. Datum konání konkláve, které určí Františkova nástupce, bylo stanoveno na 7. května.

## Pozadí
František byl papežem zvolen v roce 2013 ve věku 76 let a byl tehdy popisován jako zdravý, přestože trpěl chronickým poškozením plic, částečně v důsledku odstranění části plic v mládí. Jeho lékaři tehdy ovšem uvedli, že odstranění plicní tkáně nebude mít významný dopad na jeho zdraví, jediným rizikem by bylo snížení dechové rezervy v případě respirační infekce. V posledních letech života byl náchylný k záchvatům chřipky a bronchitidy během zimního období. Problémy s koleny a ischias jej přiměly často používat invalidní vozík, chodítko nebo hůl.
V roce 2021 vyvolaly Františkovy zdravotní problémy spekulace o možné abdikaci, které František odmítl. V červnu 2022, po podstoupení léčby kolena, František zrušil plánované cesty do Demokratické republiky Kongo a Jižního Súdánu. V rozhovoru pro agenturu Reuters v témže měsíci František uvedl, že o rezignaci neuvažoval, ale učinil by tak, pokud by mu jeho zdravotní stav znemožnil vedení církve. Během své pozdější návštěvy Demokratické republiky Kongo v únoru 2023 František prohlásil, že abdikace „momentálně není na pořadu dne“.
V březnu 2023 byl František hospitalizován v Římě kvůli respirační infekci. Na dubnovou Velkou sobotu se ale vrátil, aby sloužil velikonoční vigilii. V červnu podstoupil břišní operaci poté, co trpěl kýlou. František na veřejnosti používal invalidní vozík od roku 2022, původně kvůli přetrvávající bolesti kolene, která vyžadovala zákrok. Přiznal, že jeho opakované problémy s pohyblivostí odstartovaly to, co agentura Reuters označila za „novou, pomalejší fázi jeho pontifikátu“, přičemž byl oceňován katolíky s postižením za to, že svou „invaliditu učinil součástí své viditelné identity“.

## Poslední dny a smrt

### Nemoc
Dne 14. února 2025 byl František přijat na polikliniku Gemelli v Římě kvůli bronchitidě. Jeho hospitalizace byla prodloužena kvůli polymikrobiální infekci dýchacích cest a oboustrannému zápalu plic. Deník Vatican News popsal jeho stav jako kritický a uvedl, že mu byly podávány krevní transfúze a vysokoprůtokový kyslík. 23. února bylo oznámeno, že František trpí počínajícím selháním ledvin, přičemž jeho stav zůstával „pod kontrolou“. 26. února vykazoval mírné zlepšení, avšak o dva dny později utrpěl bronchospasmus, v důsledku čehož vdechl zvratky a bylo nutné nasadit mu neinvazivní mechanickou ventilaci; Vatikán uvedl, že jeho prognóza zůstává opatrná. 3. března bylo oznámeno, že byl odpojen od mechanické ventilace a postupně se zotavuje. Vatikán sdělil, že František prodělal dva případy „akutní respirační nedostatečnosti“. Po této události, která znamenala třetí vážné zhoršení papežova zdravotního stavu, byla tentýž den odpoledne mechanická ventilace obnovena.
19. března bylo oznámeno, že František již v noci nepotřebuje mechanickou ventilaci, přičemž jeho lékaři uvedli, že infekce plic je pod kontrolou, avšak nebyla zcela odstraněna. O čtyři dny později byl propuštěn z nemocnice, ihned po požehnání davu ze svého balkonu; očekávalo se, že se bude nejméně dva měsíce zotavovat ve svém domově v Domě svaté Marty ve Vatikánu, při zachování omezeného pracovního rozvrhu. Na veřejnosti se poprvé od hospitalizace objevil dne 6. dubna.
Na Velikonoční neděli 20. dubna se František setkal s viceprezidentem Spojených států J. D. Vancem při příležitosti velikonočního pozdravu. Řízení tradiční velikonoční mše svěřil kardinálu Angelovi Comastrimu, osobně však udělil požehnání Urbi et Orbi a setkal se s věřícími v papamobilu na náměstí svatého Petra. Posledním politickým představitelem, který se s papežem Františkem setkal před jeho smrtí, byl chorvatský premiér Andrej Plenković. Posledními slovy Františka bylo poděkování jeho ošetřovateli Massimilianu Strappettimu za to, že mu na náměstí umožnil vystoupit. Poté si odpočinul a navečeřel se.

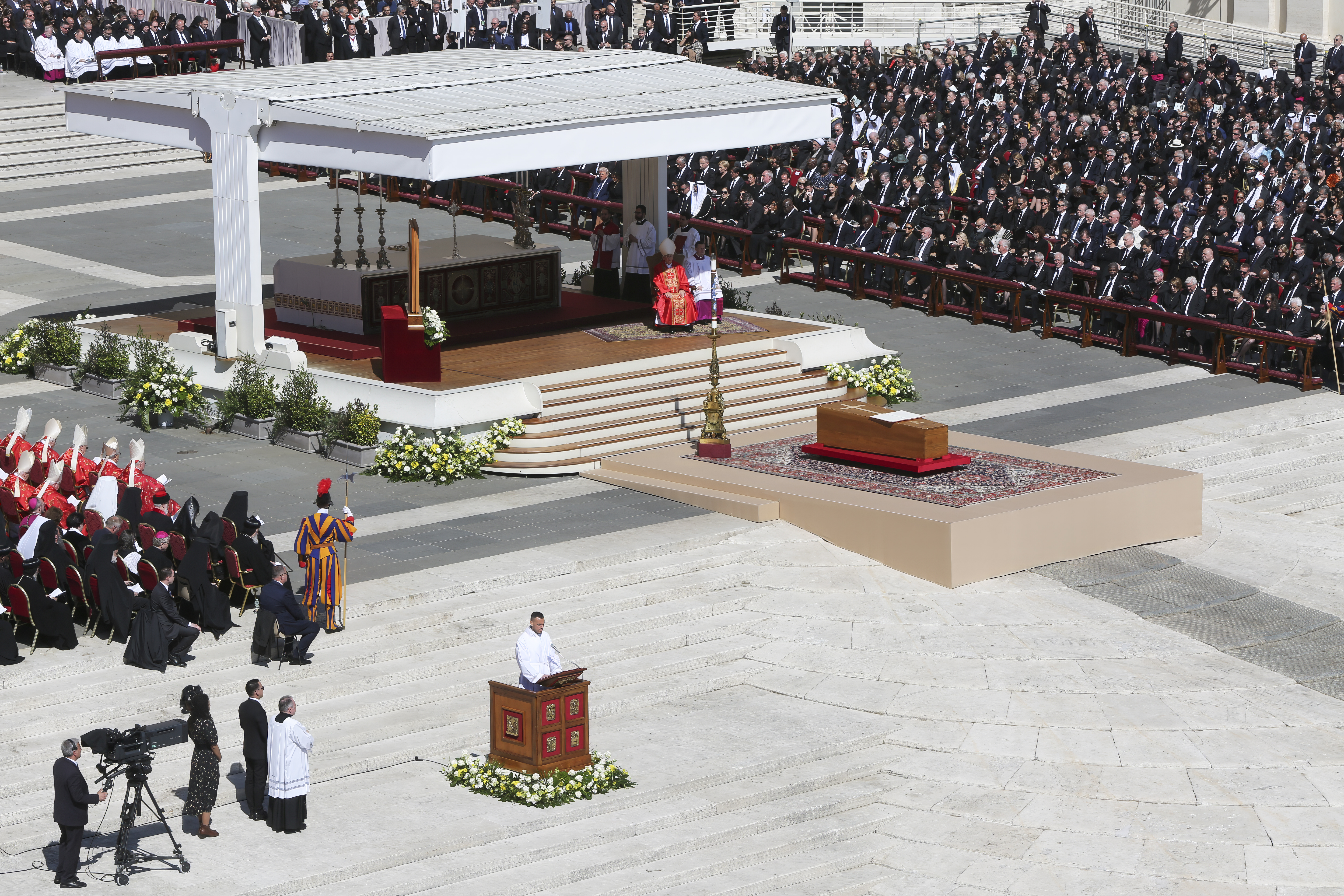
Pohřební obřad na svatopetrském náměstí ve Vatikánu

### Úmrtí
Zdravotní stav Františka se náhle zhoršil na Velikonoční pondělí dne 21. dubna v 5:30 SELČ, kdy učinil poslední gesto rozloučení směrem ke svému ošetřovateli a upadl do bezvědomí. Na místo byl okamžitě přivolán jeho lékař, doktor Sergio Alfieri. Nalezl papeže s otevřenýma očima, který normálně dýchal, nereagoval ovšem na podněty. Byla mu diagnostikována těžká mrtvice. Po krátké poradě bylo rozhodnuto, že František nebude převezen do nemocnice, protože jeho stav byl již považován za smrtelný a nebylo by možné provést žádné účinné lékařské zákroky. Nebyly zaznamenány známky fyzického utrpení.
Papež František zemřel v 7:35 ve své rezidenci ve Vatikánu ve věku 88 let. Jeho smrt oznámil kardinál Kevin Farrell, ve vysílání Vatikánských médií z kaple papežské rezidence Domu svaté Marty. Úmrtní list vydaný Vatikánem později téhož dne potvrdil, že František zemřel na mrtvici, která vedla ke kómatu a nevratné srdeční zástavě. Dále bylo uvedeno, že trpěl diabetem 2. typu a hypertenzí. 22. dubna Vatikán zveřejnil první snímky Františka ležícího ve státní kapli Domu svaté Marty, oděného v infuli, s palliem, v červených liturgických rouchách a v běžné černé obuvi.

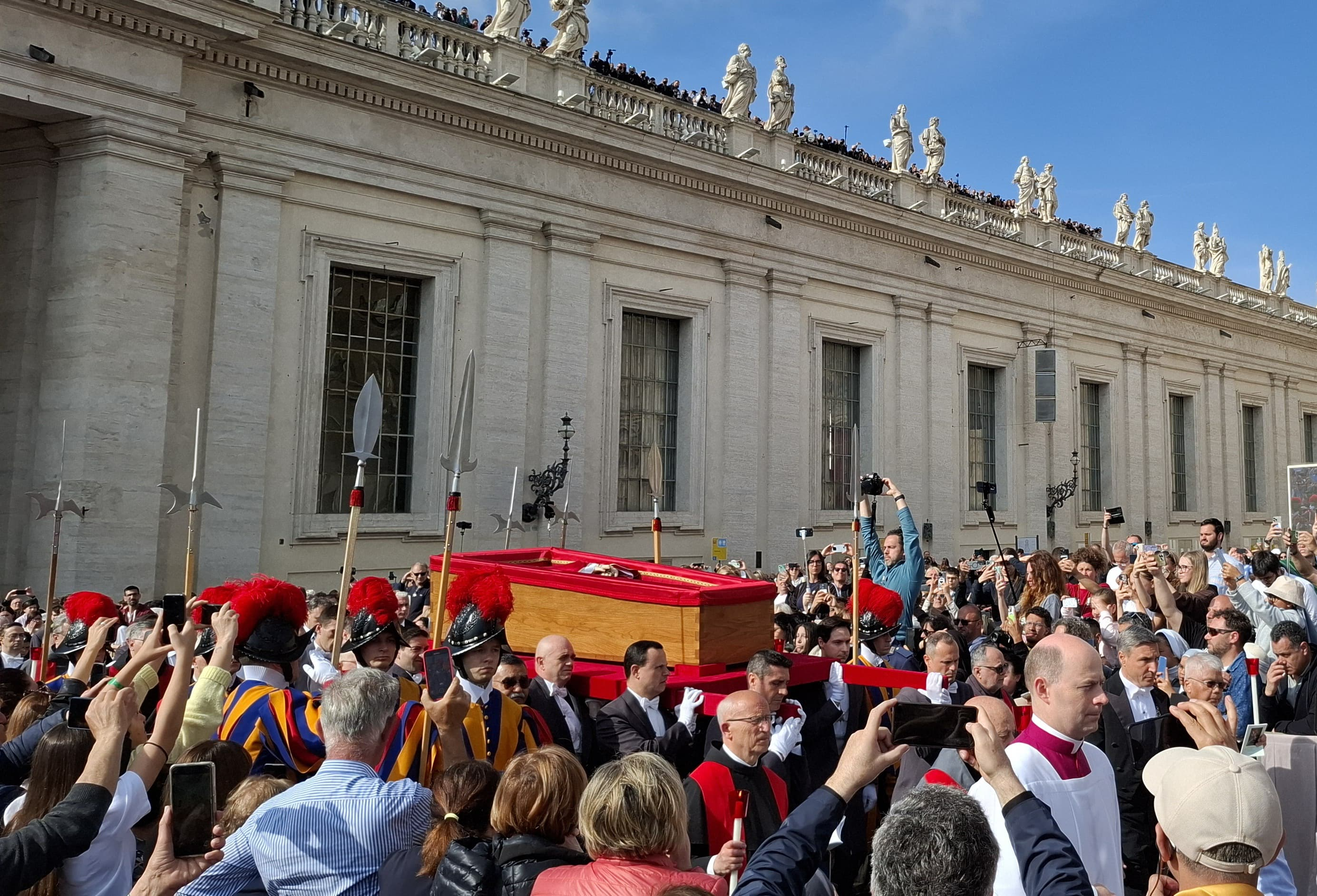
Procesí s tělem papeže Františka

Papežský byt v Apoštolském paláci a osobní apartmá papeže Františka v Domu svaté Marty byly po jeho smrti zapečetěny kardinálem komořím.
Po jeho smrti byl zveřejněn Františkův duchovní testament datovaný na 29. června 2022, v němž si přál být pohřben v bazilice Santa Maria Maggiore, konkrétně „v hrobce v boční lodi mezi kaplí Pauline (kaplí Salus Populi Romani) a kaplí Sforza v bazilice.“ Jeho závěrečná slova ve testamentu zněla: „Kéž Pán udělí spravedlivou odměnu všem, kdo mě milovali a nadále se za mě modlí. Utrpení, které poznamenalo závěr mého života, obětuji Pánu za mír ve světě a za bratrství mezi národy.“ Františkovo rozhodnutí být pohřben v této bazilice bylo vnímáno jako symbolický akt, jelikož právě zde byla na Štědrý den roku 1538 sloužena první mše Ignácem z Loyoly, zakladatelem Tovaryšstva Ježíšova (jezuity), jehož byl František členem. Navíc se bazilika nachází jen asi 100 metrů od argentinského velvyslanectví. Přestože se po svém zvolení nikdy nevrátil do své rodné země, byl František se svým původem a vlastí hluboce spjat.
22. dubna se šedesát kardinálů sešlo na organizačním zasedání. 23. dubna v 9:00 bylo tělo papeže Františka přeneseno z Domu svaté Marty do baziliky svatého Petra, kde bylo vystaveno pro veřejnost po dobu tří dnů – od 11:00 dne 23. dubna do 19:00 dne 25. dubna. Následně byla rakev 25. dubna ve 20:00 slavnostně během liturgického obřadu zapečetěna. Během prvních osmi a půl hodin přišlo Františka uctít více než 19 000 lidí, přičemž fronty dosahovaly až k ulici Via della Conciliazione. Do večera téhož dne počty vzrostly na 90 000, což vedlo k tomu, že úředníci museli zkrátit dobu uzavření pro úklid místnosti na 1,5 hodiny a následně otevřít baziliku na celou noc. K 25. dubnu dosáhl počet návštěvníků více než 250 000.
Podle církevního práva se konkláve roku 2025 musí udát přibližně 15 až 20 dní po sedisvakanci, v tomto případě tedy mezi 6. a 11. květnem 2025. Dle dokumentu Normas nonnullas vydaným papežem Benediktem XVI. ze dne 26. února 2013 však může být svoláno i dříve, pokud budou všichni kardinálové volitelé přítomni v Římě. 28. dubna, týden po jeho smrti, bylo datum nadcházejícího papežského konkláve stanoveno na 7. května.

## Pohřeb
Průběh obřadů začal tím, že camerlengo Kevin Farrell vedl obřad zjištění smrti v papežské kapli (Ritus confirmationis mortis summi Pontificis). Pohřeb papeže je tradičně velkolepou událostí, František však schválil plány na zjednodušení rubrik Ordo Exsequiarum Romani Pontificis, liturgické knihy popisující pohřební obřady papeže. Rozhodl se pro jednoduchou dřevěnou rakev vyloženou zinkem a ukončil tím tak tradici pohřbívání papežů do tří rakví (z cypřiše, olova a jilmu) i tradici vystavování papežova těla na vyvýšeném podstavci pro veřejné uctění.

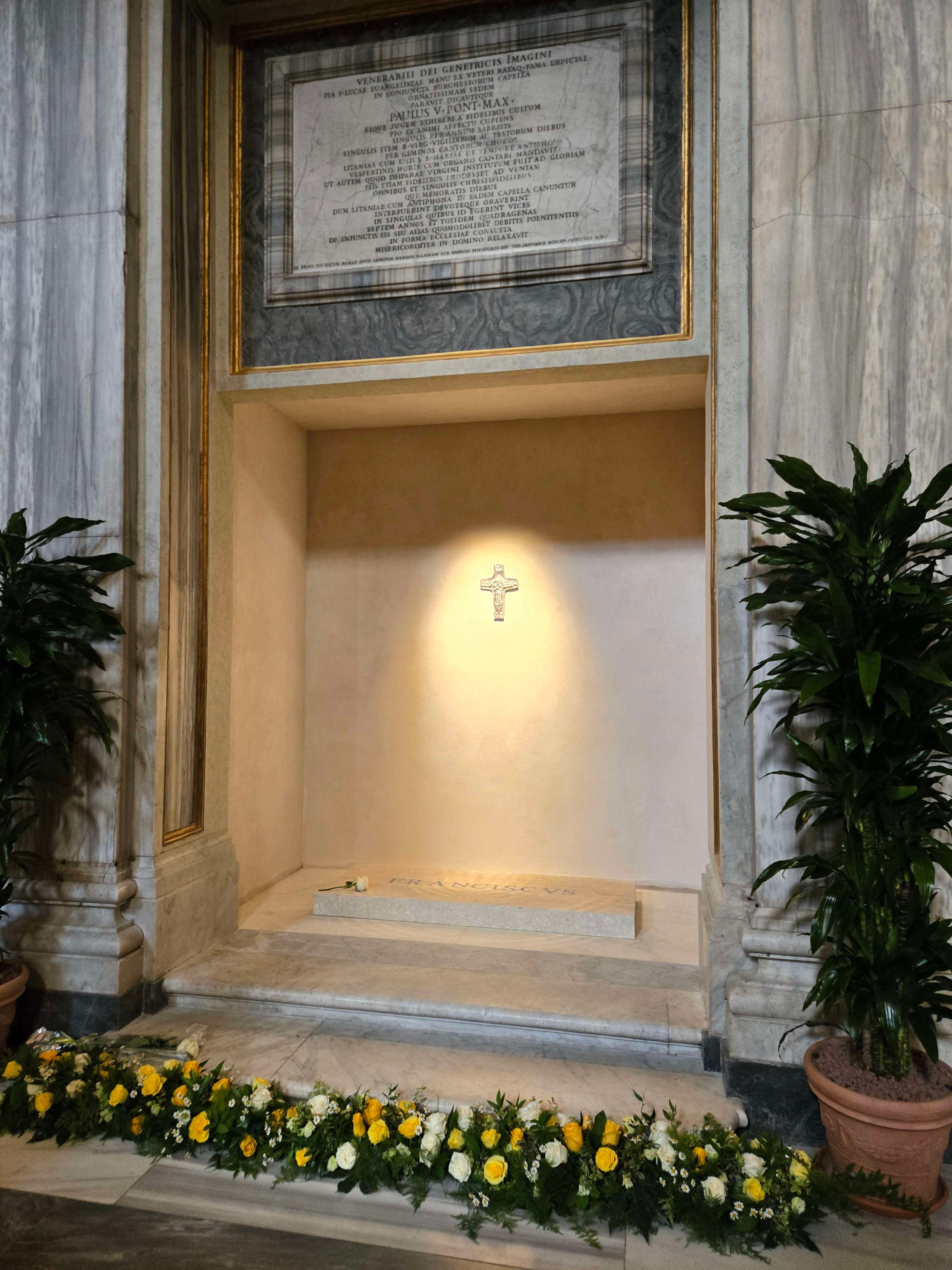
Hrobka papeže Františka v bazilice Panny Marie Sněžné

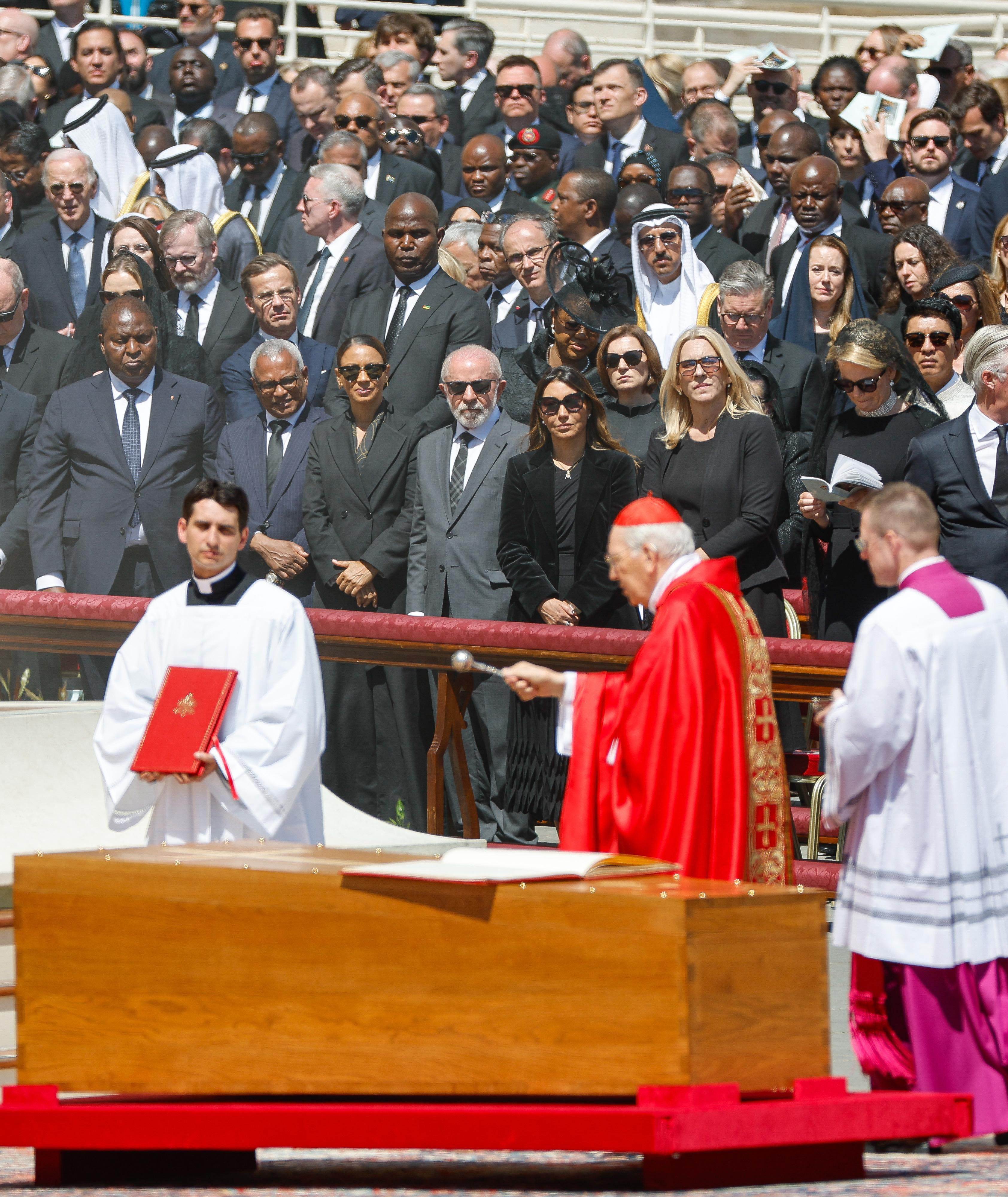
Státníci s doprovodem, včetně českého premiéra Petra Fialy, na zádušní mši, kterou celebroval kardinál Giovanni Battista Re (v červené klerice)

Zádušní mše (Missa Requiem) za papeže se konala 26. dubna v 10:00 a vedl ji děkan kolegia kardinálů, kardinál Giovanni Battista Re. Vatikán potvrdil účast přibližně 130 zahraničních delegací, včetně několika světových lídrů a hlav států. Kontroverze vzbudila účast Rogera Mahonyho, bývalého losangeleského arcibiskupa, který byl v roce 2013 zbaven svého úřadu kvůli špatnému nakládání s případy sexuálního zneužívání v církvi, a přesto během obřadů jako seniorní kardinál-kněz v Římě zavíral víko papežovy rakve. Po zpěvu Litanie všech svatých stáli patriarchové, arcibiskupové a metropolité východních katolických církví u rakve papeže Františka během Supplicatio Ecclesiae Orientalium (dříve známé v byzantské liturgii jako Officio Defectorum). Po trojnásobném zpěvu velikonočního troparia a modlitbách jeden z patriarchů započal s okuřováním rakve.
Po převozu rakve papamobilem byl František pohřben v bazilice Panny Marie Sněžné v Římě, „v pohřební nice v postranní lodi mezi Paulinskou kaplí (Chapel of the Salus Populi Romani) a kaplí rodiny Sforzů“. Stal se již osmým papežem pohřbeným v bazilice Panny Marie Sněžné a vůbec prvním papežem od roku 1903 (počínaje papežem Lvem XIII.), který byl pohřben mimo Vatikán. Při převozu rakve do baziliky, ji zdravilo 40 truchlících z nejchudších a nejvíce marginalizovaných komunit – včetně podmíněčně propuštěných vězňů, obětí obchodování s lidmi, transgender žen, migrantů, sexuálních pracovnic a bezdomovců.
Pohřební mše za papeže Františka také zahájila devítidenní období smutku, známé jako novendiales, během něhož kardinálové koncelebrují mše na Františkovu památku. Úřad pro liturgické slavnosti Nejvyššího papeže zveřejnil harmonogram a seznam kardinálů, kteří budou mše během této doby sloužit. Odhaduje se, že pohřební mše na Svatopetrském náměstí se zúčastnilo asi 250 000 lidí a že dalších 140 000 sledovalo pohřební procesí v ulicích Říma.
Italská vláda během pohřbu nasadila do ulic více než 2 500 policistů a 1 500 vojáků. Zároveň byla u pobřeží Říma spuštěna námořní loď a do pohotovosti byly uvedeny stíhací letky. Nad Římem byla rovněž vyhlášena bezletová zóna.
Zasedací pořádek na pohřbu byl navržen podle rozdělení do tříd podle typu hodnostáře (vládnoucí monarchové, nekrálovské hlavy států, předsedové vlád apod.). V rámci každé třídy byly skupiny organizovány podle abecedního pořádku oficiálních francouzských názvů zemí, jelikož je francouzština považována za hlavní jazyk mezinárodní diplomacie. Výjimku tvořili prezidenti Argentiny (Javier Milei) a Itálie (Sergio Mattarella), kteří dostali přednost před ostatními hodnostáři.
Pohřeb poskytl také příležitost k několika neformálním diplomatickým setkáním mezi světovými lídry.

## Reakce
Po smrti Františka vyjádřila soustrast a vzdala mu poctu řada politických a náboženských představitelů z celého světa. Některé státy také za papeže vyhlásily období státního smutku.